# Adriaen Block
Pour les articles homonymes, voir Block.
 (décembre 2020).
Si vous disposez d'ouvrages ou d'articles de référence ou si vous connaissez des sites web de qualité traitant du thème abordé ici, merci de compléter l'article en donnant les références utiles à sa vérifiabilité et en les liant à la section « Notes et références ».
Adriaen Courtsen Block (Amsterdam, 1567 - 1627) est un navigateur et un trafiquant de fourrures néerlandais du début du XVIIe siècle. 

## Biographie
Adriaen Block explora le littoral du New Jersey et du Massachusetts actuels, au cours de quatre voyages effectués entre 1611 et 1614, à la suite de l'expédition d'Henry Hudson en 1609. 
Pour la première fois dans cette région, il établit des relations commerciales avec les autochtones. La carte dessinée d'après son voyage de 1614 mentionne pour la première fois de nombreux traits de la côte américaine, ainsi que le nom de la Nouvelle-Néerlande. Il est généralement considéré comme le premier Européen à avoir visité le détroit de Long Island, le cours du Connecticut et avoir prouvé que Manhattan et Long Island étaient bien des îles.

### Les expéditions d'Adriaen Block

#### Les premiers voyages (1611-1612)
Après les premiers contacts entre Hudson et les autochtones amérindiens, en 1609, dans la vallée de l'Hudson, les négociants néerlandais d'Amsterdam estimaient que la région pourrait se révéler intéressante pour ses peaux de castor, dont le commerce était très lucratif à l'époque.
En 1610, un bateau parti de Monnickendam, avec pour capitaine Symen Lambertz Mau, disparut dans l'estuaire de l'Hudson ; l'année suivante, Andriaen Block et Hendrick Christiaensen, commandités par un groupe de négociants luthériens, visitèrent à nouveau l'estuaire de l'Hudson, et ramenèrent des peaux, ainsi que les fils d'un chef autochtone. La perspective de ressources abondantes en fourrures amenèrent les États généraux des Provinces-Unies à promulguer le 27 mars 1614 un édit stipulant que les personnes qui découvriraient de nouvelles régions, ports ou détroits se verraient accorder une patente exclusive pour quatre voyages, qui devraient être effectués dans les quatre ans suivant la découverte, le découvreur devant remettre un rapport détaillé aux États généraux quatorze jours après son retour.

#### L'expédition de 1613-1614
Parti en juin 1613 d'Amsterdam, Block fit un quatrième voyage jusqu'au cours inférieur de l'Hudson, à bord du Tyger, et accompagné de plusieurs navires de commerce. Un incendie détruisit le Tyger tandis qu'il était ancré au sud de l'île de Manhattan, et l'équipage, aidé par le peuple voisin des Lenapes, dut construire une nouvelle embarcation pendant l'hiver, qui fut baptisée l'Onrust.
À bord de ce navire, Adriaen Block explora l'East River ; c'est également au cours de ce voyage qu'il découvrit l'Hell Gate et le détroit de Long Island. Parcourant ce dernier détroit, il découvrit également deux rivières, l'Housatonic et le Connecticut, qu'il remonta jusqu'à l'actuelle Hartford, à soixante milles de l'embouchure. L'île qu'il put observer pour la première fois en quittant le détroit de Long Island porte aujourd'hui son nom (Block Island) ; il donna le nom de Roode Eylandt (l'île rouge) à ce qui est aujourd'hui la baie de Narragansett. Arrivé au cap Cod, il retrouva l'un des autres navires de l'expédition, à bord duquel il retourna en Europe, abandonnant l'Onrust.

### La Compagnie de la Nouvelle-Néerlande
Rentré aux Provinces-Unies, il rassembla les informations qu'il avait obtenues dans une carte, qui fut la première à employer le terme de « Nouvelle-Néerlande » pour désigner la région comprise entre la Virginie anglaise et le Canada français, et à représenter Long Island comme une île.
Le 11 octobre 1614, Block, Christiaensen et un groupe de douze autres négociants obtinrent au nom de la nouvelle Compagnie de Nouvelle-Hollande un monopole de trois ans pour le commerce avec les régions comprises entre le 40e et le 45e parallèle.